# 대륙 이동설

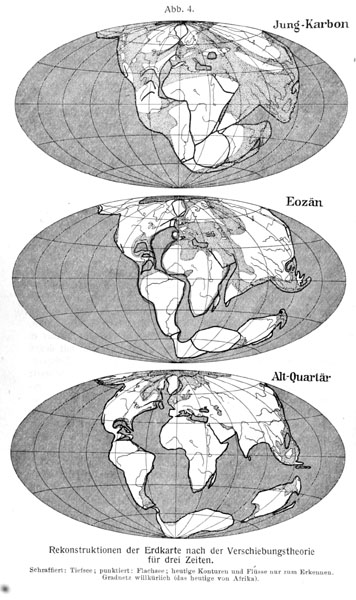
대륙과 해양의 기원(1929)에서

대륙 이동설(大陸 移動說, Continental drift theory)은 지구의 대륙들이 지질학적 시간 규모에 걸쳐 서로 상대적으로 움직이거나 이동한다는 20세기 초에 시작된 높은 지지도를 얻는 과학 이론이다. 대륙 이동설은 그 이후 지구의 암석권 판 위에서 대륙의 움직임을 연구하는 판 구조론 과학에 의해 검증되고 통합되었다.
대륙이 "이동"했을 수 있다는 추측은 아브라함 오르텔리우스가 1596년에 처음 제기했다. 현대적 이동주의 관점의 선구자는 오스트리아의 지질학자 오토 암페러였다. 이 개념은 1915년 알프레트 베게너의 저서 "대륙과 해양의 기원"에서 독립적으로 그리고 더 완전하게 발전되었다. 그러나 당시 그의 가설은 어떤 운동 메커니즘의 부족으로 인해 많은 사람들에게 거부되었다. 1931년, 영국의 지질학자 아서 홈스는 그 메커니즘으로 맨틀 대류설을 제안했다.

## 역사

### 초기 역사

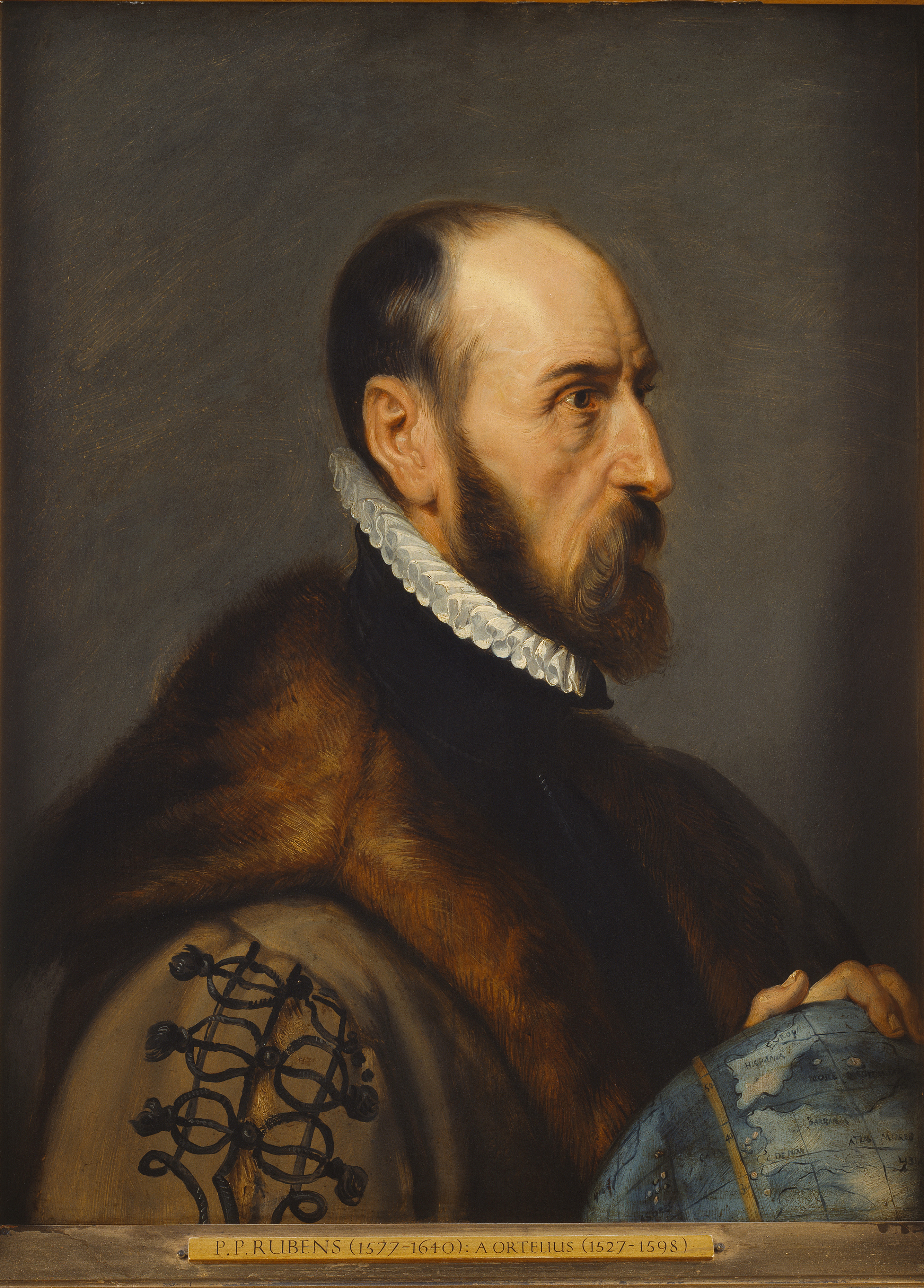
페테르 파울 루벤스가 그린 아브라함 오르텔리우스, 1633

아브라함 오르텔리우스 (Ortelius 1596), 테오도르 크리스토프 릴리엔탈(1756), 알렉산더 폰 훔볼트(1801 및 1845), 안토니오 스나이더-펠레그리니 (Snider-Pellegrini 1858) 등은 일찍이 대서양 반대편에 있는 대륙들의 모양(특히 아프리카와 남아메리카)이 서로 들어맞는 것처럼 보인다고 언급했다. W. J. 키우스는 오르텔리우스의 생각을 다음과 같이 설명했다.
아브라함 오르텔리우스는 그의 저서 Thesaurus Geographicus에서 ... 아메리카가 "지진과 홍수로 인해 유럽과 아프리카에서 찢겨져 나갔다"고 제안했으며, 이어서 다음과 같이 말했다: "누군가 세계 지도를 가져와 세 대륙의 해안을 주의 깊게 살펴보면 파열의 흔적이 드러난다."

1889년에 앨프리드 러셀 월리스는 "예전에는 지질학자들 사이에서도 작은 지형뿐만 아니라 지구 표면의 거대한 지형 또한 끊임없이 변하며, 알려진 지질 시대 동안 대륙과 대양이 계속해서 서로 자리를 바꾸었다는 것이 매우 일반적인 믿음이었다"고 말했다. 그는 찰스 라이엘의 말을 인용하며, "따라서 대륙은 전체 지질 시대 동안 영구적이지만, 수백만 년에 걸쳐 위치를 완전히 바꾼다"고 말했다. 그리고 이 믿음에 처음으로 의문을 제기한 사람이 1849년의 제임스 드와이트 대너라고 주장했다.

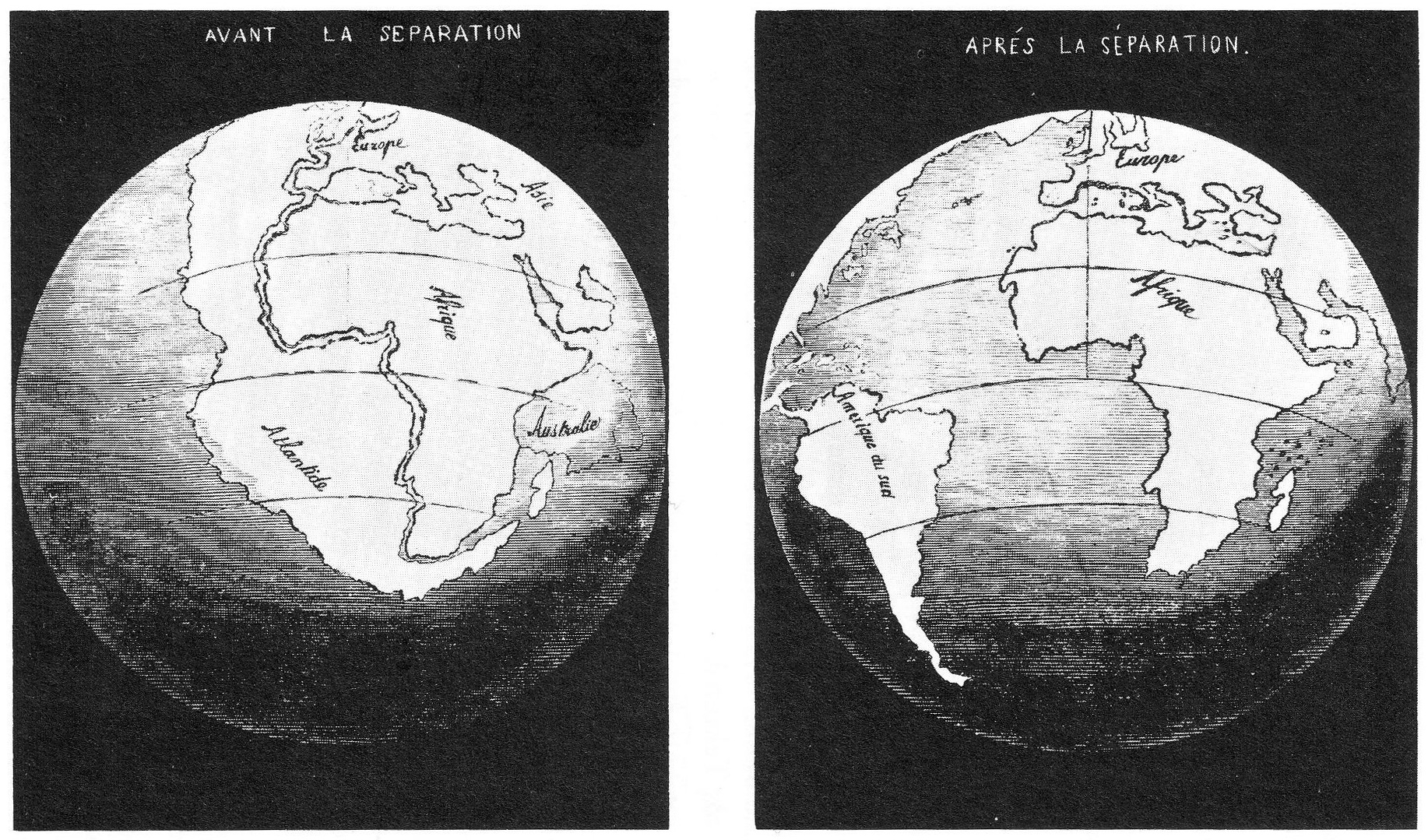
안토니오 스나이더-펠레그리니의 닫히고 열린 대서양 그림 (1858)

다나는 그의 지질학 개론 (1863)에서, "대륙과 해양은 가장 초기부터 일반적인 윤곽이나 형태를 가지고 있었다. 이것은 하부 실루리아기의 첫 지층, 즉 포츠담 사암 시대의 위치와 분포를 통해 북아메리카에 대해 입증되었다. 사실은 북아메리카 대륙의 표면이 조수 수위 근처에 있었으며, 일부는 그 위로, 일부는 그 아래로 있었음을 나타낸다(p.196). 그리고 이것은 아마도 원시 시대의 다른 대륙들에서도 마찬가지였다는 것이 입증될 것이다. 그리고 대륙의 윤곽이 정해졌다면, 해양의 윤곽도 마찬가지였다"고 썼다. 다나는 미국에서 엄청난 영향력을 행사했으며—그의 광물학 개론은 개정판으로 여전히 출판되고 있다—이 이론은 영구 이론으로 알려지게 되었다.
이것은 1872년부터 1876년까지 진행된 챌린저 탐사에 의해 수행된 심해 해저 탐사에 의해 확인된 것으로 보이며, 이 탐사는 예상과 달리 강물에 의해 바다로 운반된 육상 잔해가 현재 대륙붕으로 알려진 해안에 비교적 가까이 퇴적된다는 것을 보여주었다. 이는 대양이 대륙과 "자리를 바꾼" 것이 아니라 지구 표면의 영구적인 특징임을 시사했다.
에두아르트 쉬스는 1885년에 초대륙 곤드와나를, 1893년에는 테티스해를 제안하면서, 현재의 대륙들 사이에 육교 (지리학)가 지향사 형태로 잠겨 있다고 가정했고, 존 페리 (공학자)는 1895년에 지구 내부가 유체이며, 제1대 켈빈 남작 윌리엄 톰슨의 지구 나이에 대한 주장과 의견을 달리하는 논문을 썼다.

### 베게너와 그의 선구자들

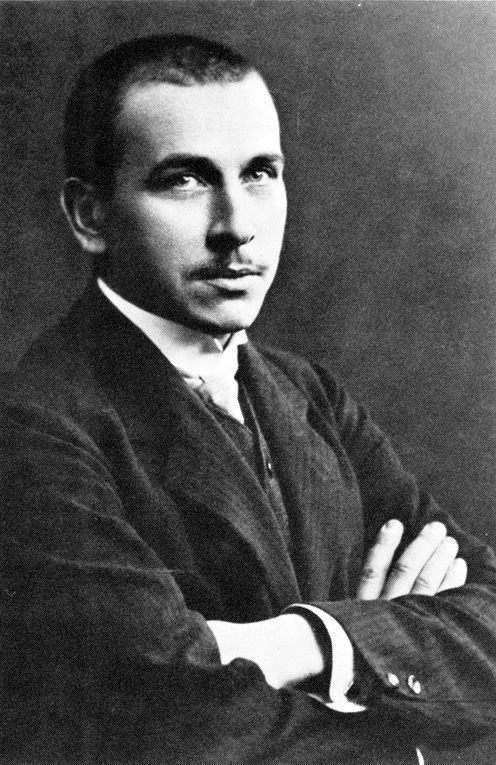
알프레트 베게너

앞서 언급된 초기 추측들을 제외하고, 아메리카 대륙들이 한때 유라시아 및 아프리카와 하나의 육지를 형성했다는 아이디어는 알프레트 베게너의 1912년 논문 이전에 여러 과학자들에 의해 제안되었다. 베게너의 이론은 독립적으로 형성되었고 그의 선구자들의 이론보다 더 완벽했지만, 베게너는 나중에 비슷한 아이디어를 가진 여러 이전 저자들을 인정했다: 프랭클린 콕스워시 (1848년에서 1890년 사이), 로베르토 만토바니 (1889년에서 1909년 사이), 윌리엄 헨리 피커링 (1907) 및 프랭크 버슬리 테일러 (1908).
남부 대륙 지질 형성의 유사성은 로베르토 만토바니가 1889년과 1909년에 모든 대륙이 한때 초대륙으로 합쳐졌을 것이라고 추측하게 만들었다. 베게너는 만토바니와 자신의 남부 대륙 과거 위치 지도 간의 유사성에 주목했다. 만토바니의 추측에서는 이 대륙이 열팽창으로 인한 화산 활동으로 인해 분열되었고, 새로운 대륙들은 현재 해양이 있는 열개대(rip-zones)의 추가적인 팽창으로 인해 서로 멀어졌다. 이는 만토바니가 현재는 신뢰할 수 없는 팽창하는 지구 이론을 제안하게 만들었다.
팽창 없는 대륙 이동설은 프랭크 버슬리 테일러가 제안했다. 그는 1908년(1910년 출판)에 대륙들이 "대륙 크리프"라는 과정을 통해 현재 위치로 이동했다고 제안했으며, 나중에는 백악기 동안 증가된 조력(tidal forces)이 지각을 적도 쪽으로 끌어당기는 메커니즘을 제안했다. 그는 대륙 운동의 효과 중 하나가 산맥 형성이라는 것을 처음으로 깨달았으며, 인도 아대륙과 아시아의 충돌로 인해 히말라야가 형성되었다고 보았다. 베게너는 이 모든 이론들 중에서 테일러의 이론이 자신의 이론과 가장 유사하다고 말했다. 20세기 중반 한때 대륙 이동설은 "테일러-베게너 가설"로 불리기도 했다.
알프레트 베게너는 1912년 1월 6일 독일 지질학회에 처음으로 자신의 가설을 발표했다. 그는 대륙들이 한때 판게아라고 불리는 하나의 거대한 육지를 형성했다가 분리되어 현재 위치로 이동했다고 제안했다.
베게너는 "대륙 이동"(1912, 1915) (독일어: "die Verschiebung der Kontinente")이라는 표현을 처음 사용했으며, 대륙이 어떻게든 "이동"했다는 가설을 발표했다. 그는 대륙 이동에 대한 많은 증거를 제시했지만, 이러한 이동을 야기했을 물리적 과정에 대한 설득력 있는 설명을 제공할 수 없었다. 그는 대륙들이 지구 자전의 원심 가상력(Polflucht)이나 작은 천문학적 세차 운동 성분에 의해 끌려갔다고 제안했지만, 계산 결과 그 힘은 충분하지 않은 것으로 나타났다. Polflucht 가설은 1920년 파울 조푸스 엡슈타인에 의해서도 연구되었고, 비현실적인 것으로 밝혀졌다.

### 베게너 이론의 거부, 1910년대–1950년대
현재는 받아들여지고 있으며, 수십 년 동안 소수의 과학적 지지자들이 있었음에도 불구하고, 대륙 이동설은 여러 해 동안 대체로 거부되었고, 그에 대한 증거는 불충분하다고 여겨졌다. 한 가지 문제는 그럴듯한 추진력이 없다는 것이었다. 두 번째 문제는 베게너가 추정한 대륙 이동 속도인 250 cm/year (100 in/year)가 믿을 수 없을 정도로 높다는 것이었다. (현재 유럽과 아프리카에서 아메리카 대륙이 분리되는 데 허용되는 속도는 약 2.5 cm/year (1 in/year)이다.) 더욱이 베게너는 지질학자가 아니었기 때문에 덜 진지하게 취급되었다. 오늘날에도 판을 추진하는 힘에 대한 세부 사항은 잘 이해되지 않고 있다.
영국의 지질학자 아서 홈스는 대륙 이동설이 매우 유행하지 않던 시기에 이 이론을 옹호했다. 그는 1931년에 지구 맨틀에 방사성 붕괴로 생성된 열을 소멸시키고 표면의 지각을 움직이는 대류 세포가 포함되어 있다고 제안했다. 그의 저서 『물리 지질학 원리』(Principles of Physical Geology)는 대륙 이동에 대한 장으로 마무리되며 1944년에 출판되었다.
당시의 지질 지도들은 대서양과 인도양을 가로지르는 거대한 육교 (지리학)를 보여주었는데, 이는 페름기 동안 아시아 대륙의 동식물군과 구분이 유사한 것을 설명하기 위함이었으나, 인도, 오스트레일리아, 남아프리카 공화국의 빙하 작용을 설명하지 못했다.

#### 고정론자들
한스 스틸레와 레오폴드 코버는 대륙 이동설에 반대했으며, 조산 운동 형성에서 지구 수축론이 핵심적인 역할을 하는 "고정주의적" 지향사 모델을 연구했다. 대륙 이동설에 반대했던 다른 지질학자로는 베일리 윌리스, 찰스 슈커트, 롤린 챔벌린, 발터 부처, 발터 펜크가 있었다. 1939년 프랑크푸르트에서 국제 지질 학술대회가 개최되었다. 이 학술대회는 고정론자들에 의해 지배되었는데, 특히 구조론을 전문으로 하는 지질학자들은 빌럼 판 데르 흐라흐트를 제외하고는 모두 고정론자들이었다. 학술대회에서는 구조론자들뿐만 아니라 퇴적학(Nölke), 고생물학(Nölke), 역학(Lehmann), 해양학(트롤, 뷔스트)적 관점에서도 대륙 이동설과 이동설에 대한 비판이 쏟아졌다. 학술대회 조직자였던 한스 클로스 역시 고정론자였으며 트롤과 함께 태평양을 제외하고는 대륙이 해양과 행동 방식에서 근본적으로 다르지 않다는 견해를 가졌다. 에밀 아르강의 알프스 조산 운동에 대한 이동설은 쿠르트 로이흐스에 의해 비판받았다. 학술대회에 참석한 소수의 이동론자들은 생물지리학(키르슈, 비트만), 고기후학(베게너, K), 고생물학(게르트), 측지 측정(베게너, K)에 호소했다. F. 베르나우어는 아이슬란드 남서부의 쉬뒤르네스를 대서양 중앙 해령과 정확히 동일시하며, 이를 통해 대서양 해저가 쉬뒤르네스처럼 신장 구조 운동을 겪고 있다고 주장했다. 베르나우어는 이 신장이 대륙을 불과 100–200 km (60–120 mi) 정도만 떨어뜨렸다고 생각했는데, 이는 아이슬란드의 화산대의 대략적인 폭이었다.
1940년대 후반에 대학을 다녔던 데이비드 애튼버러는 당시 그 이론의 비수용성을 보여주는 일화를 회고했다. "나는 한때 교수님께 왜 대륙 이동설에 대해 이야기하지 않으시냐고 물었고, 그분은 비웃으며 대륙을 움직일 수 있는 힘이 있다는 것을 증명할 수 있다면 고려해 보겠다고 말씀하셨다. 그 아이디어는 터무니없는 생각이라고 들었다."
케리가 판 구조론을 소개하기 불과 5년 전인 1953년에 물리학자 샤이데거는 다음과 같은 이유로 대륙 이동설을 거부했다.
- 첫째, 회전하는 지오이드 위에 떠 있는 질량은 적도에 모여, 그곳에 머무를 것이라는 것이 입증되었다. 이는 대륙 쌍 사이에 발생하는 하나의 조산 운동 에피소드만을 설명할 수 있을 뿐, 이전의 조산 운동 에피소드를 설명하는 데는 실패했다.
- 둘째, 바다의 빙산처럼 유체 하층에 자유롭게 떠 있는 질량은 지각 평형 상태(중력과 부력이 균형을 이루는 상태)에 있어야 한다. 그러나 중력 측정 결과 많은 지역이 지각 평형 상태에 있지 않다는 것이 밝혀졌다.
- 셋째, 지구 표면(지각)의 일부가 응고되는 반면 다른 부분은 여전히 유동적인 이유에 대한 문제가 있었다. 이를 설명하려는 다양한 시도는 다른 어려움에 직면했다.

### 수용의 길
1930년대부터 1950년대 후반까지 펠릭스 안드리스 페닝 메이네스, 홈스, 요하네스 헤르만 프레데리크 움브그로브 등 여러 학자들의 연구는 현대 판 구조론과 거의 같거나 사실상 동일한 개념을 제시했다. 특히 영국의 지질학자 아서 홈스는 1920년에 판 경계가 바다 밑에 있을 수 있다고 제안했으며, 1928년에는 맨틀 내부의 대류가 추진력일 수 있다고 주장했다. 홈스의 견해는 특히 영향력이 컸다: 그의 베스트셀러 교과서 『물리 지질학 원리』에서 그는 대륙 이동에 대한 장을 포함하여, 지구의 맨틀 (지질학)에 대류 세포가 포함되어 방사성 열을 소산시키고 표면의 지각을 움직인다고 제안했다. 홈스의 제안은 불균형 단계 반대(기저 유체가 핵의 방사성 가열에 의해 응고되는 것을 방지함)를 해결했다. 그러나 1930년대와 1940년대의 과학적 소통은 제2차 세계 대전으로 인해 방해를 받았으며, 이 이론은 여전히 조산 운동 및 지각 평형설 반대를 피하기 위한 작업이 필요했다. 더욱이, 이 이론의 가장 타당한 형태는 지구 깊숙이 도달하는 대류 세포 경계의 존재를 예측했지만, 이는 아직 관찰되지 않았다.
1947년, 모리스 유잉이 이끄는 과학자 팀은 대서양 중앙에 솟아오른 부분의 존재를 확인했으며, 퇴적물 아래 해저 바닥이 대륙 지각과 화학적, 물리적으로 다르다는 것을 발견했다. 해양학자들이 계속해서 해양 분지를 수심 측량하면서 해령 시스템이 감지되었다. 중요한 결론은 이 시스템을 따라 새로운 해저가 생성되고 있다는 것이었고, 이는 "대규모 지구 지열대" 개념으로 이어졌다.
한편, 과학자들은 제2차 세계 대전 중 잠수함을 탐지하기 위해 개발된 장비를 사용하여 해저 전반에 걸쳐 이상한 자기 변화를 인식하기 시작했다. 다음 10년 동안, 자화 패턴이 원래 가정했던 것처럼 이상 현상이 아니라는 것이 점점 더 분명해졌다. 1959년과 1963년 사이에 발표된 일련의 논문에서 희진, 다이츠, 헤스, 메이슨, 바인, 매튜스, 몰리는 해저의 자화가 광범위한 얼룩말 무늬를 형성한다는 것을 공동으로 깨달았다. 즉, 한 줄무늬는 정극성을 나타내고 인접한 줄무늬는 역극성을 나타냈다. 가장 좋은 설명은 "컨베이어 벨트" 또는 바인-매튜스-몰리 가설이었다. 지구 깊은 곳의 새로운 마그마는 이 약한 지대를 통해 쉽게 상승하여 결국 해령의 정상부를 따라 분출하여 새로운 해양 지각을 생성한다. 새로운 지각은 때때로 역전되는 지구 자기장에 의해 자화된다. 새로운 지각의 형성은 자화된 지각을 컨베이어 벨트처럼 밀어내기 때문에 이러한 이름이 붙여졌다.
줄무늬를 설명할 만한 다른 대안이 없자 지구 물리학자들은 홈스가 옳았다고 결론을 내릴 수밖에 없었다. 즉, 해양 열곡은 대류 세포 경계에서 끊임없이 조산 운동이 일어나는 곳이었다. 1967년까지, 해령 발견 후 불과 20년, 줄무늬 발견 후 10년 만에 판 구조론은 현대 지구 물리학의 공리가 되었다.
또한, 마리 타프는 브루스 히젠과 협력하여, 처음에는 타프의 지도가 대륙 이동설을 확증한다는 그녀의 관찰에 회의적이었던 브루스 히젠과 협력하여 지도 제작 기술과 지진 데이터를 활용하여 이 이론을 확증하는 데 필수적인 증거를 제공했다.

#### 현대적 증거
지구물리학자 잭 올리버 (과학자)는 1968년에 발표된 "지진학 및 새로운 전지구 구조론(Seismology and the New Global Tectonics)"이라는 논문으로 판 구조론을 지지하는 지진학적 증거를 제공한 것으로 알려져 있으며, 이 논문에서는 그가 남태평양에 설치한 지진 관측소를 포함한 지진학 관측소에서 수집한 데이터를 사용했다. 베게너의 이론을 정교화한 현대 판 구조론은 서로 다른 구성의 두 가지 지각, 즉 대륙 지각과 해양 지각이 있으며, 이 둘 모두 훨씬 더 깊은 "소성" 맨틀 위에 떠 있다고 설명한다. 대륙 지각은 본질적으로 더 가볍다. 해양 지각은 확장 중심에서 생성되며, 이는 섭입과 함께 판 시스템을 혼돈스럽게 움직이게 하여 지속적인 조산 운동과 지각 평형 불균형 지역을 초래한다.

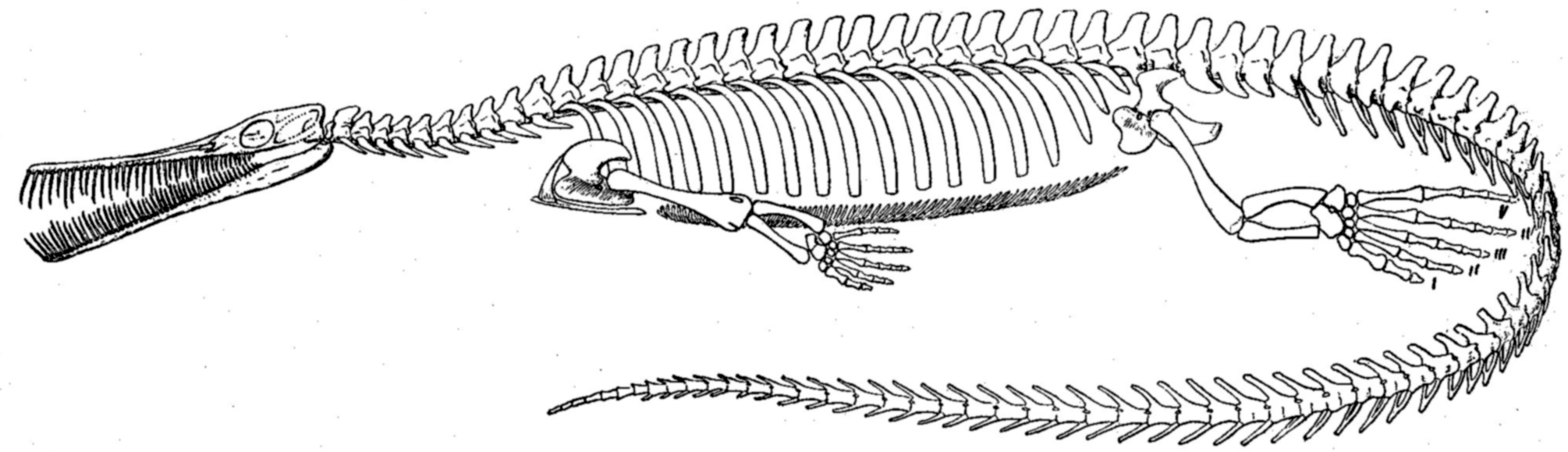
메소사우루스 골격, 맥그리거, 1908

대륙 간 곤드와나 화석 분포도

현재 판 이동에 대한 증거는 광범위하다. 유사한 식물 및 동물 화석들이 서로 다른 대륙의 해안에서 발견되는데, 이는 이 대륙들이 한때 연결되어 있었음을 시사한다. 브라질과 남아프리카 공화국 모두에서 발견된 작은 악어와 같은 담수 파충류인 메소사우루스의 화석이 한 예이며, 또 다른 예는 아프리카, 인도, 남극의 같은 시대 암석에서 육상 파충류 리스트로사우루스의 화석이 발견된 것이다. 또한 두 대륙에서 같은 동물이 발견되는 살아있는 증거도 있다. 일부 지렁이과(Ocnerodrilidae, Acanthodrilidae, Octochaetidae 등)는 남아메리카와 아프리카에서 발견된다.
남아메리카와 아프리카의 마주보는 면의 상보적인 배열은 명백하고 일시적인 우연이다. 수백만 년 안에 슬랩 풀, 리지 푸시 및 기타 지구물리학적 힘으로 이 두 대륙은 더욱 분리되고 회전할 것이다. 베게너가 자신이 대륙 이동이라고 정의한 것을 연구하도록 영감을 준 것은 바로 그 일시적인 특징이었지만, 그는 자신의 가설이 일반적으로 받아들여지는 것을 보지 못하고 세상을 떠났다.
남아메리카, 아프리카, 마다가스카르, 아라비아, 인도, 남극, 호주에 널리 분포된 페름기-석탄기 빙하 퇴적물은 대륙 이동설의 주요 증거 중 하나였다. 방향성 빙하 흔적과 틸라이트라고 불리는 퇴적물에서 유추된 빙하의 연속성은 곤드와나라는 초대륙의 존재를 시사했으며, 이는 대륙 이동설의 핵심 요소가 되었다. 흔적들은 대륙의 현재 위치와 방향을 기준으로 적도에서 극지방으로의 빙하 흐름을 나타냈으며, 남부 대륙들이 이전에 서로 연결된 극적으로 다른 위치에 있었다는 생각을 지지했다.

#### GPS 증거
GPS로 다른 위치를 기준으로 한 대륙 이동을 측정했을 때, 하와이 마우이에 위치한 GPS 장치는 14년 동안 위도로 약 48cm, 경도로 약 84cm 이동했다.

## 일반 및 인용 출처
- Frankel, Henry R. (2012). 《The Continental Drift Controversy》. I: Wegener and the Early Debate. Cambridge.
- Le Grand, Homer Eugene (1988). 《Drifting Continents and Shifting Theories》. Cambridge University. ISBN 978-0-521-31105-2.
- Oreskes, Naomi (1999). 《The Rejection of Continental Drift》. Oxford University Press. ISBN 978-0-19-511732-5. (pb: 0-19-511733-6)
- Oreskes, Naomi (2002). 〈Continental Drift〉 (PDF).   Munn, Ted; MacCracken, Michael C.; Perry, John S. 《Encyclopedia of Global Environmental Change》 1. Chichester, West Sussex: John Wiley & Sons. 321–325쪽. ISBN 978-0-471-97796-4. OCLC 633880622. 2012년 2월 4일에 원본 문서 (PDF)에서 보존된 문서.
- Ortelius, Abraham (1596) [1570]. 《Thesaurus Geographicus》 (라틴어) 3판. Antwerp: Plantin. OCLC 214324616. (First edition published 1570, 1587 edition online)
- Şengör, Celâl (1982). 〈Classical theories of orogenesis〉.   Miyashiro, Akiho; Aki, Keiiti; Şengör, Celâl. 《Orogeny》. John Wiley & Sons. ISBN 978-0-471-103769.
- Snider-Pellegrini, Antonio (1858). 《La Création et ses mystères dévoilés》. Paris: Frank and Dentu..